# Dalton Glacier
Dalton Glacier är en glaciär i Antarktis. Den ligger i Västantarktis. Nya Zeeland gör anspråk på området. Dalton Glacier ligger 316 meter över havet.
Terrängen runt Dalton Glacier är platt åt sydost, men åt nordväst är den kuperad. Trakten är obefolkad. Det finns inga samhällen i närheten.